# Val-de-Cans (bairro)
Val-de-Cans é um bairro da cidade brasileira de Belém, no estado do Pará.
O bairro fica no distrito administrativo da sacramenta/entroncamento e onde fica localizado o Aeroporto Internacional de Belém.
É um bairro de muitas histórias e marcado pela presença de militares ao longo do desenvolvimento. Graças às áreas preservadas pelas forças armadas, o bairro possui uma considerável cobertura vegetal. E por muito pouco, não foi um distrito de Belém, assim como Mosqueiro, Outeiro e Icoaraci.￼
Existem duas versões da possível origem do nome do bairro que começam no século XVII e se remetem à geografia daquele território, que ganhou o nome de vale (val). Uma delas, que é a que dá o nome oficial, trata de uma comunidade de negros idosos. Em latim, o envelhecimento é associado à palavra "canus". E aí virou "cans". Daí o vale dos idosos, o Val-de-Cans. "Poderiam ser alforriados ou remanescentes de quilombos", pontua o historiador Diego Pereira, coordenador do curso de História da Unama.￼
Historicamente, Val-de-Cans se organizou em conjuntos habitacionais que revelam o quão diverso é o perfil socioeconômico da área. Há áreas mais humildes e outras mais elitizadas, ilustradas pelos conjuntos Paraíso dos Pássaros — com as curiosas vias com nomes de aves —, Marex e Cristal Ville, além de vilas militares. Pelo último censo do Instituto Brasileiro de Geografia e Estatística (IBGE, em 2010), é um território com o total de 7.032 habitantes. Há uma destacável faixa etária jovem.
Pela extensão do conjunto Marex e diversidade de linhas de ônibus, muitas pessoas costumavam achar que Marex era um bairro. E a praça do Marex é um centro sociável, apesar de histórico de violência. É o melhor complexo de skate público de Belém (entre os poucos espaços disponíveis). Há também um comércio de alimentos significativo. Outro centro, mas com perfil um pouco mais diferenciado, é o shopping que fica na avenida Centenário. É considerado um bairro de boa qualidade de vida, apesar dos contrastes sociais. 